# كين مايلز
كينيث هنري مايلز (Kenneth Henry Miles)(1 نوفمبر 1918 - 17 أغسطس 1966) كان مهندسًا وسائقًا بريطانيًا لسباق السيارات الرياضية اشتهر بمسيرته في رياضة السيارات في الولايات المتحدة ومع الفرق الأمريكية على الساحة الدولية. هو مجند إلى قاعة مشاهير رياضة السيارات الأمريكية.

## الحياة والمهنة
ولد مايلز في 1 نوفمبر 1918 في سوتون كولدفيلد، على بعد مسافة قصيرة من مدينة برمنغهام (إنجلترا). كان ابن إيريك مايلز وكلاريس جارفيس. بعد محاولة فاشلة للهروب إلى الولايات المتحدة، غادر مايلز المدرسة في سن 15 عامًا للعمل كمتدرب في وولسي موترز ‏, الذي أرسله إلى مدرسة فنية لتوسيع معرفته ببناء المركبات. كان يسابق الدراجات النارية قبل أن يخدم في الجيش الإقليمي البريطاني في الحرب العالمية الثانية. قضى مايلز السنوات السبع التالية في العمل في الآلات وتم ترقيته إلى رتبة رقيب أول في عام 1942. تمركز في وحدة دبابات شاركت في إنزال النورماندي في عام 1944.
بعد الحرب، تسابق مع بوغاتي وألفاروميو وألفيس مع نادي فينتاج للسيارات الرياضية. ثم انتقل إلى فورد في8 فريزر ناش.

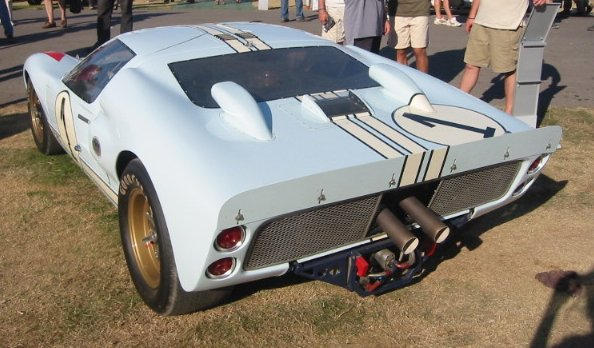
GT40 Mk II rear

## الجوائز والتكريم
تم إدخال مايلز بعد وفاته إلى قاعة مشاهير رياضة السيارات الأمريكية في عام 2001..
ً

## نتائج بطولة USAC

### USAC Road Racing Championship results
| الموسم | Series                        | Position | Team                             | Car               |
| ------ | ----------------------------- | -------- | -------------------------------- | ----------------- |
| 1961   | USAC Road Racing Championship | 1st      | Crandall Industries Incorporated | Porsche 718 RS 61 |

### Formula One World Championship results
(قالب:مفتاح اللون لجدول نتائج فورمولا 1)
| Year                                     | Entrant             | Chassis  | Engine                                          | 1                        | 2                        | 3                        | 4                       | 5                          | 6                         | 7                         | 8                                      | WDC | Points |
| ---------------------------------------- | ------------------- | -------- | ----------------------------------------------- | ------------------------ | ------------------------ | ------------------------ | ----------------------- | -------------------------- | ------------------------- | ------------------------- | -------------------------------------- | --- | ------ |
| بطولة العالم لسباقات فورمولا 1 موسم 1961 | Louise Bryden-Brown | Lotus 18 | Climax محرك ذو أربع اسطوانات مرتبة في خط مستقيم | جائزة موناكو الكبرى 1961 | جائزة هولندا الكبرى 1961 | جائزة بلجيكا الكبرى 1961 | جائزة فرنسا الكبرى 1961 | جائزة بريطانيا الكبرى 1961 | جائزة ألمانيا الكبرى 1961 | جائزة إيطاليا الكبرى 1961 | جائزة الولايات المتحدة الكبرى 1961 DNA | NC  | 0      |
| Source:                                  |                     |          |                                                 |                          |                          |                          |                         |                            |                           |                           |                                        |     |        |

### 12 Hours of Sebring results
| Year    | Class  | No | Tyres | Car                                              | Team                 | Co-Drivers                                 | Laps | Pos.             | Class Pos.       |
| ------- | ------ | -- | ----- | ------------------------------------------------ | -------------------- | ------------------------------------------ | ---- | ---------------- | ---------------- |
| 1957    | S1.5   | 45 |       | Porsche 550 RS بورشه F4 2v DOHC 1498cc           | J. Kunstle           | Jean Pierre Kunstle                        | 184  | 9th              | 2nd              |
| 1958    | S1.5   | 45 |       | Porsche 550 RS بورشه F4 2v DOHC 1498cc           | Jean Pierre Kunstle  | Jean Pierre Kunstle                        | 59   | DNF Clutch       | DNF Clutch       |
| 1959    | S1.5   | 35 |       | Porsche 718 RSK بورشه 1498cc                     | Precision Motors     | Jack McAfee                                | 173  | 8th              | 3rd              |
| 1962    | GT1.6  | 42 |       | Sunbeam Alpine Sunbeam L4 1592cc                 | Rootes Group         | Lew Spencer                                | 25   | DNF Engine       | DNF Engine       |
| 1963    | GT+4.0 | 12 | G     | إيه سي كوبرا شركة فورد V8/90° 2v OHV 4727cc      | Ed Hugus             | فيل هيل Lew Spencer                        | 192  | 11th             | 1st              |
| 1963    | GT+4.0 | 16 | G     | إيه سي كوبرا شركة فورد V8/90° 2v OHV 4727cc      | Shelby American Inc. | Lew Spencer ديف ماكدونالد Fireball Roberts | 56   | DNF Steering Arm | DNF Steering Arm |
| 1964    | P3+0   | 1  | G     | إيه سي كوبرا شركة فورد V8/90° 2v OHV 7000cc      | Shelby American Inc. | جون مورتون (سائق سيارة سباق)               | 81   | DNF Blown Engine | DNF Blown Engine |
| 1965    | P+5.0  | 98 | G     | فورد جي تي 40 شركة فورد 289 V8/90° 2v UHV 4727cc | Shelby American Inc. | بروس ماكلارين                              | 192  | 2nd              | 1st              |
| 1966    | P+5.0  | 1  | G     | فورد جي تي 40 شركة فورد A V8 OHV 7040cc          | Shelby American Inc. | لويد روبي                                  | 228  | 1st              | 1st              |
| Source: |        |    |       |                                                  |                      |                                            |      |                  |                  |

## في الثقافة الشعبية
الممثل كريستيان بيل لعب دور مايلز في الفيلم الذي صدر عام 2019 فورد ضد فيراري (صدر تحت عنوان «لي مانز 66» (Le Mans 66) في بعض أجزاء من أوروبا) زوجة كاتيلز مولي وابنه بيتر يصورهما كاترينا بالف ونوح جوبي.

## روابط خارجية
- كين مايلز على موقع Racing-Reference.info (الإنجليزية)
- كين مايلز على موقع DriverDB.com (الإنجليزية)
- Shelby American Automobile Club World Registry of Cobras & GT40s
- كين مايلز على موقع فايند أغريف